# Kent Jönsson
Kent Jönsson, född 9 maj 1955, är en svensk före detta fotbollsspelare (försvarare) som tillbringade större delen av sin karriär i Malmö FF.

## Karriär
Jönsson gick 1974 från Lunds BoIS till Malmö FF, där det tog han ett tag att nå en plats i startelevan. Det var inte förrän Bo Larsson, en före detta anfallare som då spelade som försvarare, blev skadad i kvartsfinalmatchen borta mot Wisla Krakow i Europacupen 1978/1979. Malmö nådde finalen och Jönsson var i startelevan i matchen som slutade med en 1–0-förlust på Olympiastadion i München. Jönsson vann Allsvenskan två gånger med klubben. Under slutet av sin karriär gick han över till IFK Trelleborg, där han efter hans karriär slutat blev ungdomstränare.